# Шаньгина (Курганская область)
Шаньгина — деревня в Шадринском районе Курганской области России. Входит в состав Тюленевского сельсовета.

## История
До 1917 года в составе Водениковской волости Шадринского уезда Пермской губернии. По данным на 1926 год состояла из 125 хозяйств. В административном отношении входила в состав Тюленевского сельсовета Ольховского района Шадринского округа Уральской области.

## Население
| 1989 | 2002 | 2010 |
| ---- | ---- | ---- |
| 63   | ↘33  | ↘24  |

По данным переписи 1926 года в деревне проживало 611 человек (285 мужчин и 326 женщин), в том числе: русские составляли 100 % населения.
Согласно результатам Всероссийской переписи населения 2002 года, в национальной структуре населения русские составляли 88 %.